# Xueyuan Hu
Xueyuan Hu (kinesiska: 雪源湖) är en sjö i Kina. Den ligger i den autonoma regionen Tibet, i den sydvästra delen av landet, omkring 720 kilometer nordväst om regionhuvudstaden Lhasa. Xueyuan Hu ligger 5 204 meter över havet. Arean är 24,7 kvadratkilometer. Den sträcker sig 8,6 kilometer i nord-sydlig riktning, och 4,4 kilometer i öst-västlig riktning.
Genomsnittlig årsnederbörd är 222 millimeter. Den regnigaste månaden är juli, med i genomsnitt 66 mm nederbörd, och den torraste är december, med 2 mm nederbörd.